# Pavol Molnár
Pavol Molnár (Bratislava, 13 febbraio 1936 – Bratislava, 6 novembre 2021) è stato un calciatore cecoslovacco, di ruolo attaccante.

## Carriera
Nella Coppa delle Coppe 1963-1964 ha segnato 4 reti.

## Palmarès

### Club

#### Competizioni nazionali
- Campionato cecoslovacco: 1

Inter Bratislava: 1958-1959
- Coppa di Cecoslovacchia: 2

Slovan Bratislava: 1961-1962, 1962-1963